# Ohaupo
Ohaupo ou Ōhaupō est une communauté rurale du district de Waipa, située dans la région de Waikato dans l’Île du Nord de la Nouvelle-Zélande.

## Situation
Elle est localisée sur le trajet de la route State Highway 2 (en) à environ mi-chemin entre la cité de Hamilton et la ville de Te Awamutu.
Le secteur de Ōhaupō et de ses environs comprenant la ville de Ngāhinapōuri, Te Rore et «Harapēpē» étaient des avant-postes militaires durant la guerre de Waikato (en) et des fortifications militaires furent construites à environ 1 kilomètre au nord du centre-ville en avril 1864.
D’autres fortifications militaires avaient été construites à proximité des villes de Ngāhinapōuri, «Tuhikaramea» et Te Rore 4 mois plus tôt en décembre 1863.
Les premiers colons européens dans Ōhaupō furent les hommes de la milice venant de Bohème et installés initialement au
niveau de la localité de Puhoi au nord de la cité d’Auckland.
Ainsi en 2015, de nombreux descendants des hommes de la milice vivent encore dans le secteur .

## Toponymie
Le Ministère de la Culture et du Patrimoine de la Nouvelle-Zélande donne la traduction de "place de la brise la nuit" pour Ōhaupō.

## Accès
La gare de Ohaupo (en) était une station de chemin de fer située sur la ligne de la ligne principale de l’île du nord (en) ,.
Elle incluait une salle d’attente pour les dames, un vestibule public, un guichet pour les tickets, un bureau pour le chef de gare, une plate-forme recouverte d’asphalte, un hangar pour les marchandises et une maison de 7 pièces pour le maître de la station .
En 1927, la station manipulait près de 2 700 tonnes d’engrais chaque année .
Le Mystery Creek Events Centre (en) à l’est du centre de la ville abrite le plus important évènement concernant l’agriculture dans l’ Hémisphère Sud nommé:National Agricultural Fieldays (en).

## Éducation
- L’école de «Ohaupo School» est une école publique, mixte, assurant le primaire [9] ,[10] avec un effectif de 208 élèves en mars 2020 [11].
- L’école de «Kaipaki School» est une autre école publique, mixte, assurant le primaire et située à l’est du centre-ville[12] ,[13] avec un effectif de 127 élèves en 2020[14].